# Bezplenková metoda
Bezplenková komunikační metoda (BKM, angl. Elimination communication) je metoda, ve které pečovatel využívá časování, signály, povely a intuici jako způsob vyřešení potřeby novorozence vylučovat. Pečovatelé se snaží rozpoznat a reagovat na dětské tělesné potřeby a umožnit jim, aby močily a defekovaly na vhodném místě (např. na WC). Pečovatelé někdy používají jako pojistku jednorázové či látkové pleny. BKM klade důraz na komunikaci mezi pečovatelem a dítětem a pomáhá jim, aby se oba lépe naladili na přirozené rytmy dítěte a na ovládání potřeby močení a defekování. Bezplenková komunikační metoda je inspirována tradičními postupy bezplenkové péče o dítě v méně vyspělých zemích a v lovecko-sběračských společnostech. Někteří lidé začínají s BKM brzy po narození, přičemž optimální období je od narození do čtvrtého měsíce, aby se dítě mohlo naladit na své potřeby vylučování, nicméně BKM může být zahájena s dětmi jakéhokoliv věku. BKM lze praktikovat buď vždy, částečně, či příležitostně.

## Původ
Snaha udržet děti čisté a suché bez použití plen je standardem v mnoha kulturách po celém světě. Přestože je tato metoda v industriální společnosti známá teprve krátce, ve společnosti neindustriální se jedná o hlavní způsob vylučování dětí.
Termíny bezplenková komunikační metoda a přirozená hygiena kojenců (originálně elimination communication a natural infant hygiene) byly vytvořeny Ingrid Bauer a používá je zaměnitelně ve své knize Bez plenky, Laskavá moudrost přirozené hygieny nemluvňat (v originále Diaper Free! The Gentle Wisdom of Natural Infant Hygiene) (2001). Bauer cestovala do Indie a Afriky, kde si všimla, že přestože většina matek nosí své děti neustále bez plenek, neviděla žádné „nehody“ ve vyměšování, jak by se očekávalo v industriálních zemích, kde děti nosí plenky téměř nepřetržitě od narození. Na základě této zkušenosti vychovávala své děti s minimálním použitím plen a postupně začala sdílet svůj přístup s ostatními matkami a pečovateli – nejprve pomocí rodičovské podpůrné skupiny na internetu a nakonec prostřednictvím své knihy a internetové stránky.
Před publikacemi o této metodě určenými rodičům ze západní civilizace vydala Laurie Boucke v roce 1979 praktickou příručku nazvanou Conscious Toilet Training (tj. „Vědomý trénink vylučování“). Stejná autorka vydala v roce 1991 knihu Tricle Treat: Diaperless Infant Toilet Training Method (tj. Odměna pramínkem: Trénink metody kojeneckého vylučování bez plenek). V roce 2000 vydala Laurie Boucke rozsáhlejší Infant Potty Training: A Gentle and Primeval MEthod Adapted To Modern Living (tj. Trénink kojeneckého vylučování: Laskavá a stará metoda přizpůsobená dnešnímu životu). Boucke byla ovlivněna svou indickou přítelkyní, která ji naučila, jak se matky v Indii starají o své dítě bez plenek, ta potom tuto metodu přizpůsobila tak, aby byla vhodná pro západní styl života. Boucke později v roce 2006 koprodukovala DVD nazvané Potty Whispering: The Gentle Practice of Infant Pottty Training (tj. Nočník šeptá: Laskavá praxe tréninku kojeneckého vyměšování) a spolupracovala na článcích pro lékařské časopisy.
Zatímco termíny bezplenková komunikační metoda a kojenecký trénink vyměšování se staly synonymy, mnozí pečovatelé praktikující BKM je nepovažují za formu tréninku jako takového. Termín, který preferují matky ve Velké Británii je „bezplenková technika“, jenž poukazuje na děti, které používají nočník. BKM je vnímáno primárně jako způsob, jak vnímat momentální potřeby dítěte a zlepšit spojení a komunikaci s dítětem obecně. V tomto smyslu je BKM často přirovnáváno ke kojení. „Ovládnutí vylučování je samozřejmě nevyhnutelný následek“, píše Bauer, „nicméně není to cílem o nic víc, než je odstavení cílem kojení“ (2001, str. 217).

## Výhody
Podle The Diaper-Free Baby (tj. Dítě bez plen) od Christine Gross-Loh nabízí BKM řadu výhod. Jelikož BKM snižuje potřebu rodin používat pleny, pomáhá redukovat environmentální dopad či plýtvání jednorázovými plenami a praní látkových plen, pomáhá rodinám ušetřit mnoho peněz za jednorázové pleny. Děti, jejichž rodiče praktikují BKM, nemají problémy spojené s nošením plen jako je plenková vyrážka, neochota dítěte nechat si vyměnit plenu, nemožnost objevovat části těla zakryté plenou, ohrožení vůči infekcím močových cest a taktéž potenciální zpoždění v učení se chodit na nočník. Gross-Loh též píše, že BKM nabízí jedinečnou a nádhernou vazbu mezi dítětem a pečovateli.
Rodiče říkají, že poloha podřepu či poloha „jako na nočníku“, ve které dítě drží při vylučování, je pro dítě samotné velmi pohodlná. Tato poloha vyrovná trávicí soustavu a podporuje relaxaci, stejně tak stahy svalů pánevního dna, což dětem pomáhá k močení a defekování a též buduje kontrolu nad močovým a řitním svěračem. Toto zvlášť pomáhá dětem, které trpí mírnou zácpou. Pro mnoho dětí je defekace zneklidňující proces, speciálně při přechodu na pevnou stravu. Při použití BKM drží rodiče během defekování do záchodu či vhodné nádoby dítě v podpůrné pozici, poskytujíce mu emoční a fyzickou podporu.

## Kritika
Obvyklá rada při učení dítěte chodit na nočník je založena na výzkumu Thomase Berry Brazeltona, který představil tzv. „přístup připravenosti“. Píše, že „obecně rozšířené přijetí připravenosti na vylučování a schopnost nezávislosti jsou potvrzeny klinickou zkušenosti a vyplynuly v dohodu, že dítě by mělo být připraveno spolupracovat v učení se chodit na nočník přibližně kolem 18 měsíců věku a kolem 2. až 3. roku by tuto činnost mělo zvládat“. Brazelton namítá, že učit dítě na záchod dříve než v tomto věku může být nátlakové a tudíž psychicky škodlivé. Brazelton uznává, že bezplenková komunikační metoda je možná a žádaná, nicméně je toho názoru, že je náročné ji praktikovat v západní společnosti. Konkrétně mluví o matčině návratu do práce z mateřské dovolené jako překážku v bezplenkové komunikační metodě. Též říká, že rodičům by neměl být vnucován pocit viny, pokud nedokáží tímto způsobem s dětmi komunikovat. Jeho nestrannost v tomto ohledu však byla zpochybněna, neboť pracoval jako konzultant pro společnost Procter & Gamble, výrobce plenek Pampers. Objevil se také v reklamách na tyto pleny.

## Komponenty
Hlavními komponenty BKM jsou časování, signály, vodítka a intuice.

### Časování
Časování znamená identifikaci kojencova přirozeného načasování vylučování. Novorozenci mají tendenci vylučovat každých 10 - 20 minut, někdy velice pravidelně, což dělá z časování užitečnou pomůcku. Starší děti mohou stále vylučovat pravidelně, případně se může čas vylučování lišit podle toho, kdy naposledy jedly či spaly. Čím je kojenec starší, tím se čas mezi jednotlivými vylučováními prodlužuje. V šesti měsících není neobvyklé, že děti vydrží bez močení hodinu, když jsou vzhůru (děti, stejně jako dospělí, močí v hlubokém spánku vzácně). Časování je radikálně odlišné pro defekaci, neboť někteří kojenci mohou mít několik stolic denně, zatímco jiní mají jednu za několik dní. Rodiče říkají, že některé tříměsíční děti udrží svoji stolici, dokud nejsou nastaveny v určité pozici, pokud je jim tato pozice poskytována dostatečně často. Rodiče také dítěti nabízejí nočník v pravidelných denních dobách, například po jídle, po procházce, po probuzení, před koupáním či spaním. V západní civilizaci je časování hlavní metodou BKM.

### Signály
Signály jsou způsob, jakým dítě informuje pečovatele o své potřebě vyměšovat. Některé děti dávají už od začátku jasné signály, jiné mohou dávat jen drobné signály nebo žádné. Tyto signály se pro každého kojence liší. Příklady zahrnují specifický výraz v tváří, specifický pláč, kroucení či nenadálou čilost. Signály jsou nejefektivněji pozorovány, když je dítě první týdny na začátku BKM ponecháno úplně bez plen. Děti, které jsou kojeny a potřebují vylučovat, často proces kojení přerušují a znovu se přisávají. Při potřebě defekace mnoho dětí bručí, případně pouští větry. Jak děti stárnou, stávají se jejich signály vědomějšími a často se dívají na pečovatele, případně na něj ukazují, aby vyjádřili potřebu. Starší děti se mohou naučit gesto pro „nočník“. Později, když si začínají osvojovat mluvu, se mohou naučit použít slovo, kterým dají najevo svoji potřebu.

### Vodítka
Používání vodítek je založeno na tom, že pečovatel vydává specifický zvuk při vylučování dítěte. Nejprve může pečovatel vydávat daný zvuk při vyměšování dítěte, aby vytvořil asociaci mezi zvukem a činností. Jakmile je tato asociace vytvořena, toto vodítko může být použito, aby pečovatel dítěti naznačil, že je vhodná příležitost pro vykonání potřeby. Toto může být vhodné zejména pro kojence, kteří nerozpoznají veřejné toalety či neznámé nádoby jako místo pro vylučování. Běžná zvuková vodítka jsou například „psss psss“´pro močení a „hmm hmm“ (bručení) pro defekaci. Starší děti mohou mít lepší výsledky s vodítky, která více připomínají slova. Vodítka nemusí být vždy auditivní, vodítkem může být už samotné sezení na nočníku či to, že pečovatel drží dítě v určité pozici. Vodítkem může být také gesto pro „nočník“. 

### Intuice
Intuice odkazuje na spontánní myšlenku pečovatele, že dítě potřebuje vylučovat. Přestože intuice může být pouze podvědomé povědomí o časování a signálech dítěte, mnoho rodičů praktikujících BKM ji považují za velmi spolehlivý komponent.[zdroj?]

## BKM v českém prostředí
Bezplenková komunikační metoda není v českém prostředí příliš rozšířená. Zvýšit povědomí o této metodě pomohl český překlad knihy Bez plenky - laskavá moudrost přirozené hygieny nemluvňat (2009), jejíž autorkou je průkopnice BKM Ingrid Bauerová. Tato kniha je jedním z mála zdrojů k dispozici v českém jazyce, jinak nejsou k dispozici žádné odborné články či knihy. Výjimku tvoří česká průkopnice bezplenkové komunikační metody Barbora Berlinger, která vydala dvě elektronické knihy a provozuje internetové stránky, které mohou být inspirací pro zájemce o BKM. Kromě těchto webových stránek jsou k dispozici další internetová fóra a diskuze, které se touto metodou zabývají. I v České republice funguje několik eshopů, které se zabývají prodejem předmětů pro usnadnění praktikování bezplenkové metody. Jednou z nich jsou například kalhoty splitpants. Tyto kalhoty částečně řeší problém, se kterým se původní národy praktikující BKM nesetkaly, a to sice ten, že praktikování bezplenkové metody v mírném pásu může být v zimě problematické. Tyto kalhoty mají v rozkroku velký otvor, který dítěti umožňuje vylučování bez toho, aby muselo být celé svléknuto.